# ذا جيلد
 ذا جيلد (بالإنجليزية: The Guild)  (ترجمته: الرابطة) هو مسلسل ويب كوميدي أمريكي قامت بصنعه وكتابته الممثلة الأمريكية فيليشيا داي. 

عرض لأول مرة على موقع يوتيوب بتاريخ 27 يوليو 2007 . لاحقا عرضت حلقات ويب تابعة لأول مرة على خدمات لشركة مايكروسوفت وهي إكس بوكس لايف ماركت بليس وزون ماركت بليس وإم إس إن فيديو، وفي وقت لاحق أصبحت هذه الحلقات متوفرة على الموقع الرسمي للمسلسل ويوتيوب وآي تيونز. كما أنها متوفرة على أقراص دي في دي وخدمتي نت فليكس وهيولو.

## خلفية تاريخية
ذا جيلد فكرة وتأليف الممثلة الأميركية فيليشيا داي وهي ممارسة ألعاب نَهِمة، قامت بكتابة هذا السلسلة فيما بين أدوارها التمثيلية في العديد من البرامج والأفلام الأميركية. بعد سنتين من ممارستها لألعاب الفيديو، قررت داي أن تستفيد من تجاربها فقامت بكتابة حلقة تجريبية من كوميديا الموقف. أبقي موضوع المسلسل عامًاً لتجنب مشاكل حقوق النشر والتأليف وللتوجه نحو جمهور أكبر من هواة ألعاب تبادل الأدوار الجماعية عبر الإنترنت (لعبة تقمّص الأدوار كثيفة اللاعبين على الإنترنت بالإنجليزية MMORPG)، لكن ألفته داي تأثرًا بإدمانها على لعبة وورلد أوف ووركرافت (بالإنجليزية World of Warcraft).
أمِلَت داي أيضّاً أن تغير الصورة النمطية لمن يعيش في قبو والديه بالنسبة لمحبي ألعاب الفيديو. وقررت بمشاركة جاين سيل مورغان وكيم إيفي، أن يطلقوا السلسة عبر الإنترنت. كانت داي في علاقة صداقة في ذلك الحين مع كل من سانديب باريخ وجيف لويس من عملها على خشبة مسرح إمبتي ستيج كوميدي ثياتر (بالإنجليزية Empty Stage Comedy Theatre) وهو مسرح يقع في لوس أنجلس، وبناءً على ذلك كتبت أدوار خصيصًاً لهم، أما باقي الأدوار الثانوية فقد كتبتها من خلال تجارب الأداء.
بعد تصويرهم للحلقات الثلاث الأولى خلال يومين ونصف اليوم، كانوا قد أنفقوا جميع أموالهم. إثر ذلك، صُوّرت الحلقتان الرابعة والخامسة من ريع التبرعات التي جُمِعَت عبر بايبال.

## قالب العرض
تقتضي الخطة أن تبدأ كل حلقة مع صورة كوديكس (فيليشيا داي) واسترجاعها للأحداث السابقة في القصة بشكل تدوين مرئي. ما يعطي الجمهور ملخصًا للحلقة السابقة ويطلعه على حقيقة مشاعر بطلة القصة إزاء المواضيع المختلفة. تظهر المدونة الإلكترونية خارج إطار الجدول الزمني، حيث تبدو داي (في ملابس النوم) بزي مختلف عما تلبسه في الحلقة، تتزامن أحداث بعض المشاهد وقد يجري بعضها في إطار زمني مترافق مع ظهور بعض الشخصيات وفي بعض المواقف بشكل متعارض مع ظهور كوديكس. يتوزع كل موسم على 12 حلقة (عدا الموسم الأول الذي يتوزع على 10 حلقات).

## تلقي الجمهور وانطباعاتهم
وصل عدد عمليات تحميل ذا جيلد ما يزيد على 69 مليون مرة عبر اليوتيوب منذ شهر سبتمبر من عام 2011. وقد حصد أيضًا العديد من الجوائز منذ إطلاق حلقاته الأولى من ضمنها ستريمي أواردز (بالإنجليزية Streamy Awards) وأربع جوائز من الأكاديمية العالمية للبرامج الشبكية (بالإنجليزية IAWTV AWARDS)، أعلنت مجلة رولنج ستون (بالإنجليزية Rolling Stone) في فبراير 2009 بأنه «أفضل مسلسل على الشبكة». تمت إضافة إحدى الأزياء التي ظهرت في البرنامج إلى مقتنيات المتحف الوطني للتاريخ الأميركي التابع لمؤسسة سميثسونيان.
أدرج اسم ذا جيلد في عام 2014 في لائحة نيو ميديا روكستارز (بالإنجليزية New Media Rockstars) في المرتبة 37 لأفضل 100 قناة.

## وصلات خارجية (وسائط أخرى)

### القصص المصورة
في 24 مارس 2010، صدر أول عدد من سلسلة القصص المصورة المحدودة التي تستند أحداثها على العرض الذي تم اصداره من قصص الحصان الأسود المصورة (بالإنجليزية Dark Horse Comics) وتستكمل عرض أحداث القصة وهي من تأليف فيليشيا داي ورسومات جيم راغ. صدرت النسخة الثانية في 23 أبريل عام 2010 وتبعتها النسخة الثالثة في 26 مايو 2010. ثم صدرت المجموعة الكاملة في 24 نوفمبر 2010.
وفي عام 2011، صدرت سلسلة من خمسة أعداد. ركّز كل عدد منها على إحدى الشخصيات (فورك، زابو، كلارا، تينكربيلا وبلادز) وتمت الاستعانة بفناني رسومات مختلفين لكل منها. وفي 27 يونيو عام 2010، صدرت المجموعة الكاملة الثانية، باسم ذا جيلد المجموعة الثانية.
أضيفت شخصية جديدة إلى أحد الأعداد، ذا جيلد: فوكس، التي صدرت في 23 مايو 2012 وبدأ دورها ما بعد الموسم الرابع في السلسلة.

### الفيديوهات الغنائية المصورة
ظهر طاقم الممثلين متقمصين لشخصياتهم في اللعبة في ثلاث فيديوهات غنائية مصورة بهدف الترويج للسلسلة في أغنية «دو يو وانا ديت ماي (أفاتار)» (بالإنجليزية Do You Wanna Date My (Avatar)). أطلقت الأغنية والفيديو المرافق لها خلال وقت قصير بعد بداية الموسم الثالث بغرض الترويج للبرنامج.
«غايم أون» (بالإنجليزية Game On) هو فيديو ذي طابع بوليوودي يتكلم عن زابو ومحاولته إقناع كوديكس لبدء العبة. استُخدم هذا الفيديو بطريقة مماثلة للفيديو الأول للترويج للموسم الرابع. كانت ثالث أغنية بعنوان «آم ذا ون ذاتس كول» (بالإنجليزية I'm The One That's Cool) من نوع بوب روك، للترويج لثقافة «الطالب المجتهد – بالإنجليزية: Nerd» التي يجب أن تنتشر حول العالم. أطلقت هذه الأغنية للترويج لإعلان فيليشيا داي لقناة اليوتيوب الجديدة خاصتها «غيك آند سوندري» (بالإنجليزية Geek & Sundry). كلا الفيديوهين «دو يو وانا ديت ماي (أفاتار)» و «آم ذا ون ذاتس كول» متاح في شبكة روك باند نيتورك لتحميل الفيديو والأغاني (بالإنجليزية Rock Nand Network).

## وصلات خارجية
- ذا جيلد على موقع IMDb (الإنجليزية)
- ذا جيلد على موقع ميتاكريتيك (الإنجليزية)
- ذا جيلد على موقع روتن توميتوز (الإنجليزية)
- ذا جيلد على موقع نتفليكس (الإنجليزية)
- ذا جيلد على موقع ميوزك برينز (الإنجليزية)
- ذا جيلد على موقع أول موفي (الإنجليزية)
- ذا جيلد على موقع فيلمافينيتي (الإسبانية)
- ذا جيلد على موقع كينوبويسك (الروسية)
- ذا جيلد على موقع ألو سيني (الفرنسية)
- ذا جيلد على موقع قاعدة بيانات الفيلم (الإنجليزية)
- الموقع الرسمي